# Pereboom & Leijser
Pereboom & Leijser was een orgelmakerij die gevestigd was aan de Stokstraat 3052 (thans is dit 57) in Maastricht en die in 1850 opgericht werd door Theodoor Pereboom (1828-1903) en Jean Leijser (1821-1903).
Beiden waren in dienst bij orgelbouwer Hippolyte Loret (1810-1879) te Laken bij Brussel. Eerder was Leijser reeds in de leer geweest bij Arnold Clerinx te Sint-Truiden. Na het overlijden van orgelbouwer Adam Binvignat in 1850 kwam het voormalige werkgebied van de firma van diens vader Joseph Binvignat vrij te Maastricht, en Pereboom & Leijser vulden de opengevallen plek op. Zij maakten orgels voor kerken in Nederlands- en Belgisch-Limburg, de Voerstreek en later ook de Ardennen en het gebied tussen Luik en Hoei.
Omstreeks 1897 kwam er een einde aan de samenwerking. Pereboom zette de activiteit in Maastricht verder met zijn zoon Josephus Michael, terwijl Leijser met zijn zoon Constant naar Sint-Truiden trok. Beiden stierven enkele jaren later in 1903.

## Lijst van orgels
- Heilig Hart van Jezuskerk in Rothem-Meerssen
- Sint-Martinuskerk in Eijsden
- Sint-Christinakerk in Eijsden
- Sint-Jozefkerk in Oost-Maarland
- Kloosterkerk Sint-Gabriël in Haastrecht
- Sint-Trudokerk in Wijchmaal (gebouwd rond 1860; geplaatst te Wijchmaal in 1882 en beschermd als monument sinds 2003)
- Mariakerk in Apeldoorn (1897; sinds 2008 op deze locatie)
- Sint-Petrus-en-Pauluskerk in Maastricht-Wolder (1850)
- Sint-Petrus' Bandenkerk in Maastricht-Heer (1850)
- Sint-Martinuskerk in Maastricht (1878)
- Sint-Martinuskerk in Martenslinde
- Sint-Clemenskerk in Hulsberg (1871-72)
- Sint-Quirinuskerk in Viversel (beschermd sinds 2001)
- Sint-Medarduskerk in Vreren (1873)
- Sint-Pieterskerk in Leut (1879)
- Sint-Laurentiuskerk in Voerendaal (1859)
- Sint-Lambertuskerk in Neeritter (1863)
- Sint-Augustinuskerk in Elsloo (1874)
- Sint-Agapituskerk in Vliermaal (1885)
- Gereformeerde (voormalig) kerk in Geesteren (1893)

## Fotogalerij

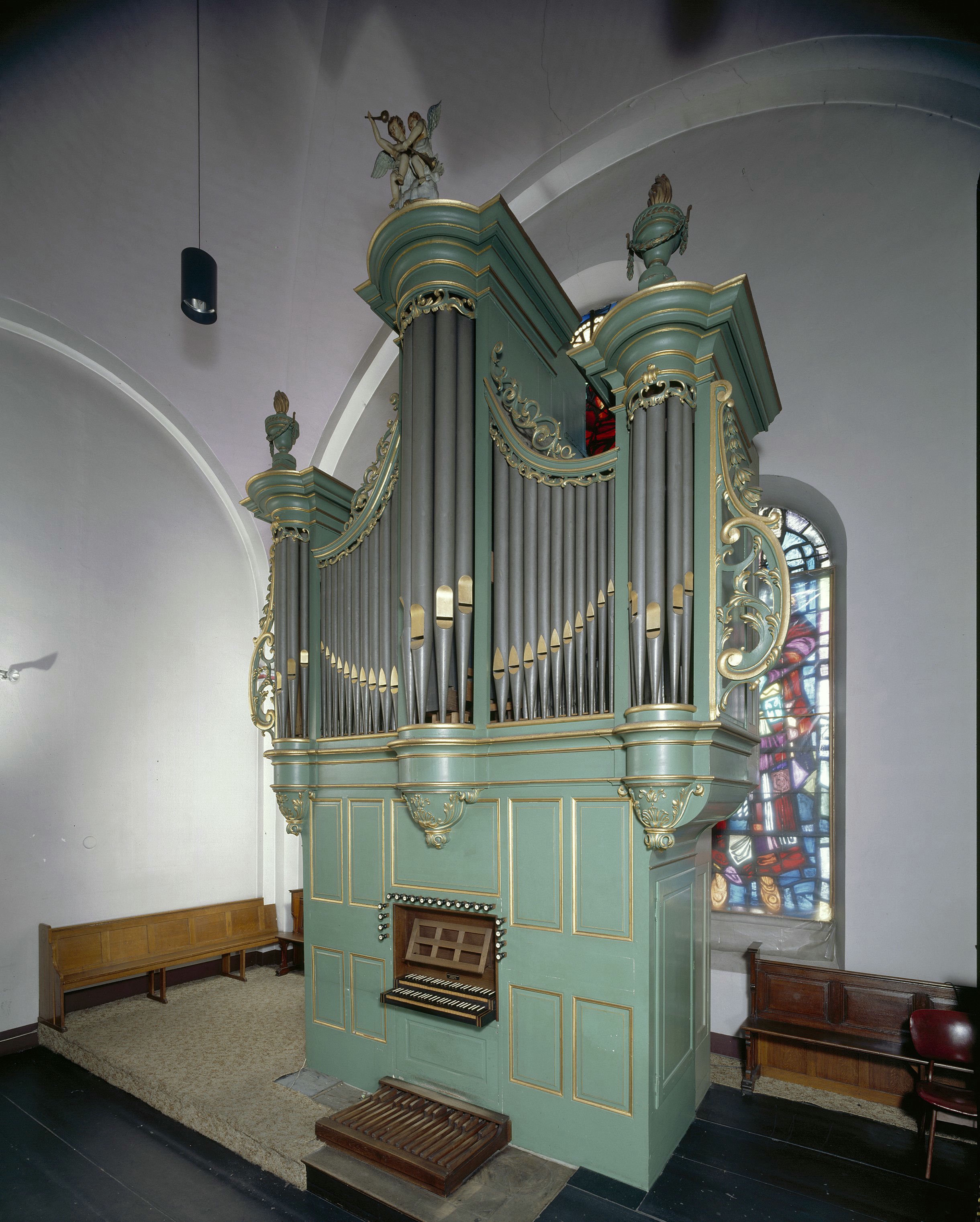
Sint-Petrus' Bandenkerk (Maastricht), 1850
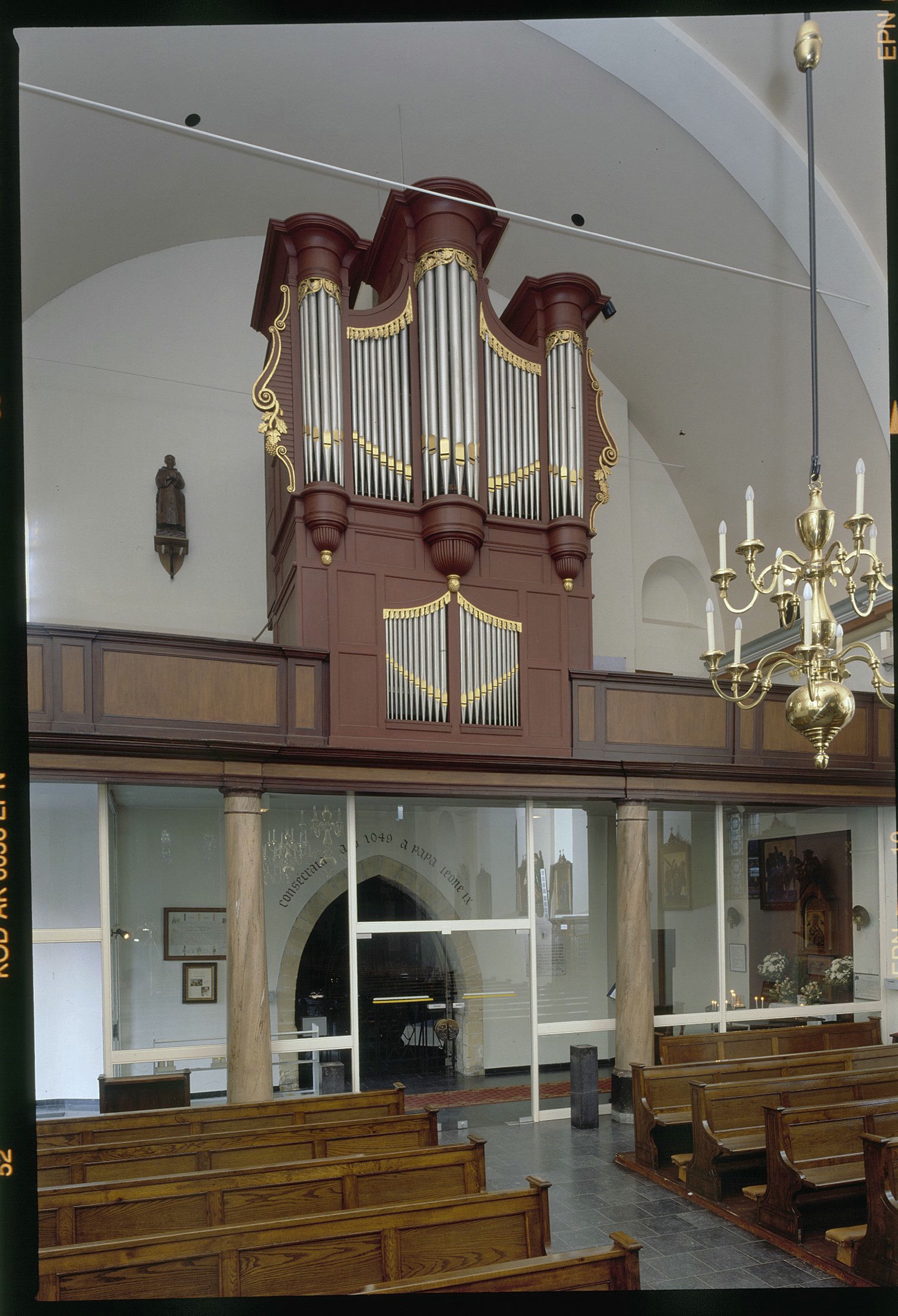
Sint-Laurentiuskerk (Voerendaal), 1859
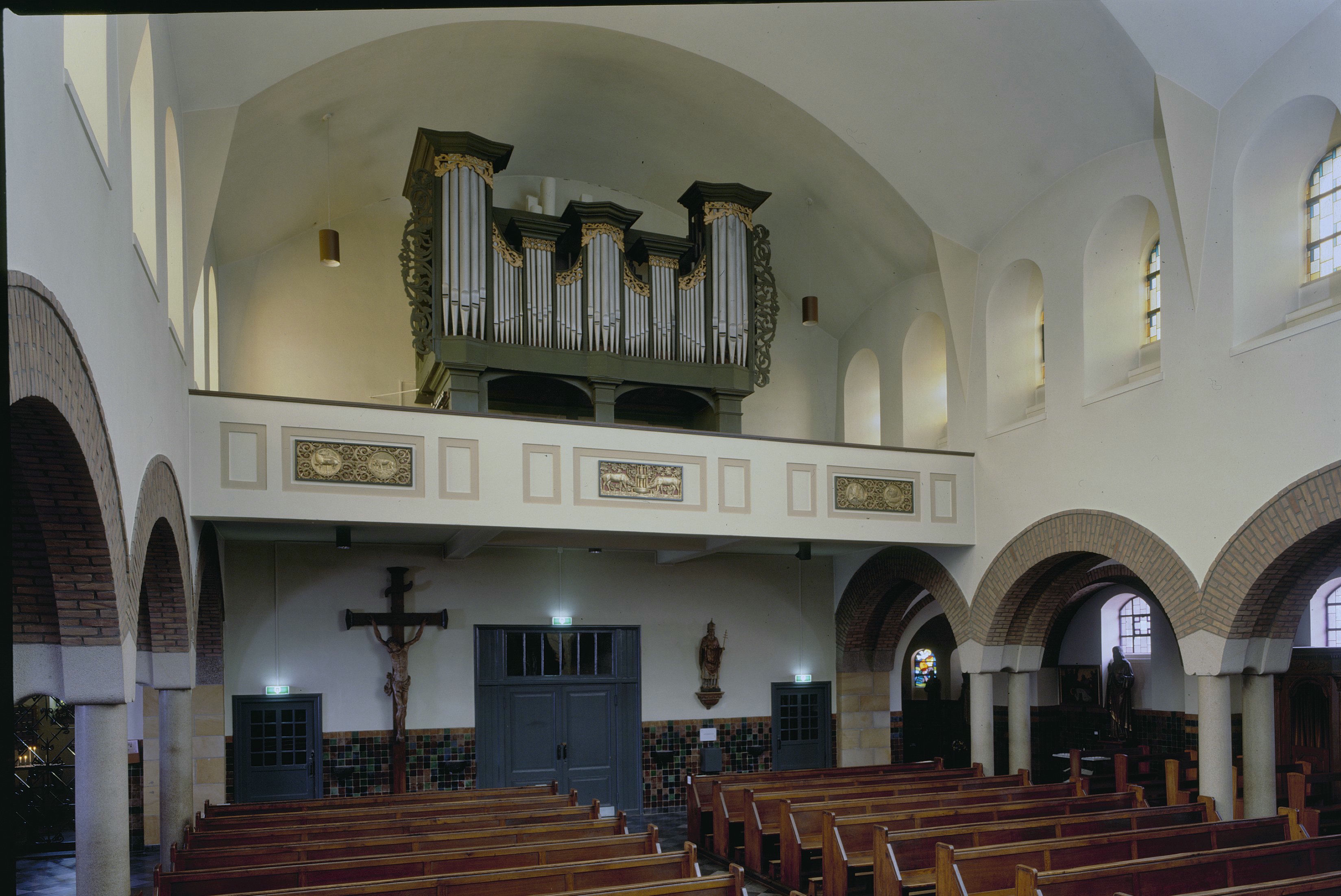
Sint-Clemenskerk (Hulsberg), 1872
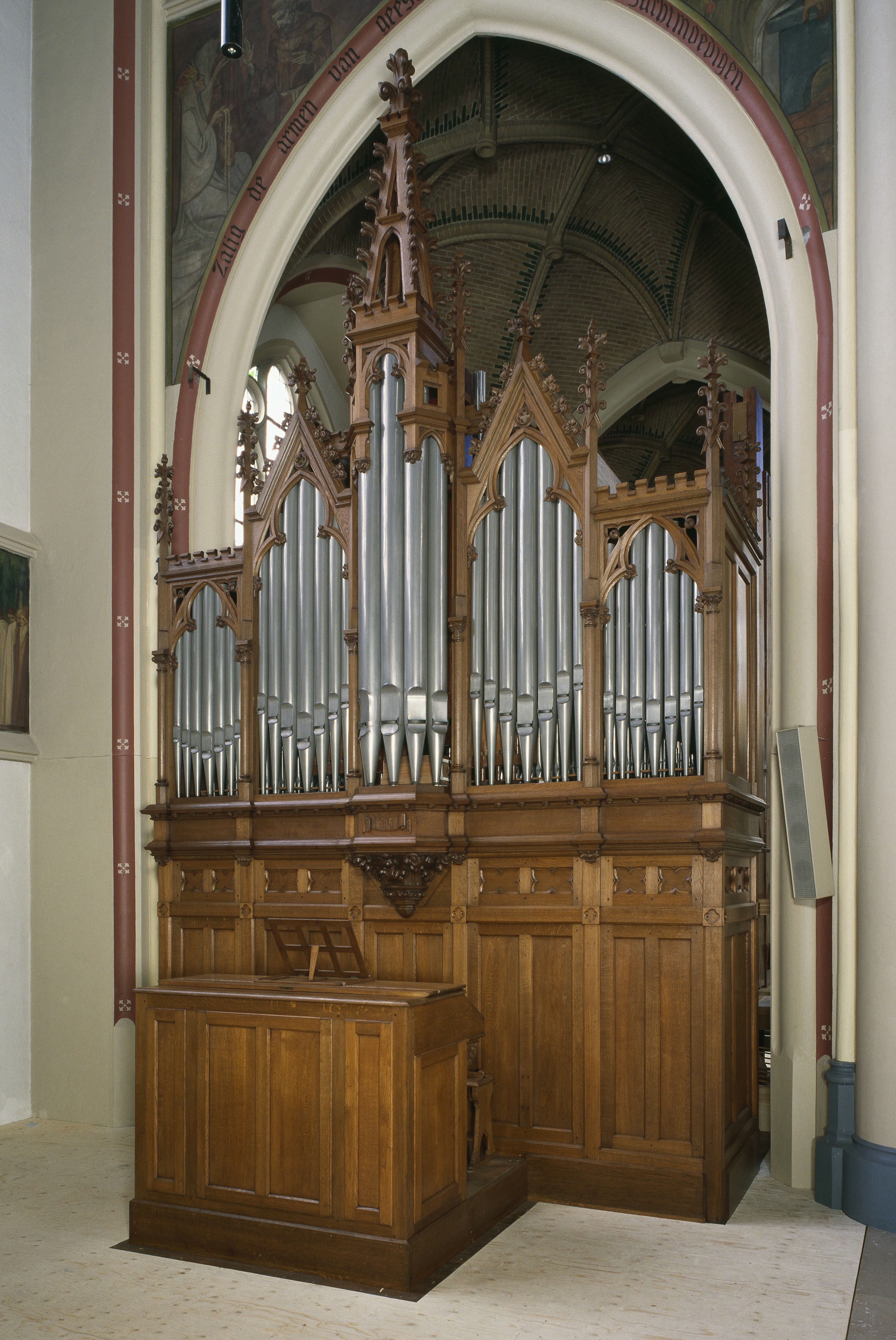
Mariakerk (Apeldoorn), 1897

Adema · Gebroeders Van der Aa · Jacobus Armbrost · Bakker & Timmenga · Johann Bätz · Jonathan Bätz · Joseph Binvignat · Sander Booij · Martin Butter · Van Dam · Matthijs van Deventer · Geert Pieters Dik · Johannes Duyschot · Roelof Barentszn Duyschot · Bernhardt Edskes · Marten Eertman · Gerardus Elberink · Elbertse · Antoon van Elen · Flentrop · Dirk Flentrop · Heinrich Hermann Freytag · Rudolf Garrels · Justus Geerkens · Pieter Geerkens · Gradussen · Albertus van Gruisen · Willem van Gruisen · Nicolaas van Hagen · Willem Hardorff · Hendrik Hermanus Hess · Jan van den Heuvel · Jan Adolf Hillebrand · Albertus Antoni Hinsz · Bernard Petrus van Hirtum · Nicolaas van Hirtum · Cornelis Hoornbeek · Klop Orgels & Klavecimbels · Hermanus Knipscheer · Johan Frederik Kruse · Ernst Leeflang · Lohman · Jan van Loo · Michaël Maarschalkerweerd · Pieter Maarschalkerweerd · Abraham Meere · Roelf Meijer · Michaël Mercator · Carl Friedrich August Naber · Familie Niehoff · Cornelis van Oeckelen · Petrus van Oeckelen · Detlef Onderhorst · Pels & Van Leeuwen · Pereboom & Leijser · Elbert Pluer · Radersma · Joachim Reichner  · Reil · Cornelis Rogier · Mense Ruiter · Conradus Ruprecht II · Hans Wolff Schonat · Franciscus Cornelius Smits · Frans Casper Snitger · Johannes Stephanus Strümphler · Johannes Wilhelmus Timpe · Valckx & Van Kouteren · Kam & Van der Meulen · Henk Veeningen · Matthijs Verhofstadt · Vermeulen · Verschueren · Johannes Vollebregt · Jacobus Vollebregt · Van Vulpen · Christian Gottlieb Friedrich Witte · Johan Frederik Witte · Lodewijk Ypma · Jacobus Zeemans
Zuid-Nederlands orgelbouwer (voor 1830)